# Chiedo di non chiedere
Chiedo di non chiedere è un singolo della cantautrice italiana Giordana Angi, pubblicato il 5 luglio 2019.

## Descrizione
Quanto al brano, Giordana ha dichiarato:
Originariamente Giordana ha presentato il brano ai casting di Amici come La solita stronza, pur mantenendo il testo intatto.

## Video musicale
Il videoclip, diretto da Priscilla Santinelli, è stato reso disponibile il 12 luglio 2019 sul canale YouTube dell'artista.

## Tracce
1. Chiedo di non chiedere – 3:04